# Ferrovia Delémont-Delle
La ferrovia Delémont-Delle è una linea ferroviaria a scartamento normale della Svizzera.

## Storia
I primi progetti di ferrovie in quello che sarebbe divenuto il canton Giura risalgono al 1842. È sotto la spinta del politico Xavier Stockmar, presidente dal 1856 di un comitato per la costruzione della rete ferroviaria giurassiana e dal 1862 a capo della direzione delle ferrovie del canton Berna, che vennero realizzati i primi studi. Il 2 febbraio 1867 il Gran Consiglio del canton Berna approvò con decreto la costruzione delle linee Bienne-Tavannes, Sonceboz-Les Convers e Porrentruy-Delle.
I lavori della Porrentruy-Delle iniziarono nel febbraio 1870 La prima tratta, tra Porrentruy e Delle, fu inaugurata il 23 settembre 1872.
Nel 1871, intanto, a seguito della sconfitta francese nella guerra franco-prussiana, la ferrovia Strasburgo-Basilea si ritrovò ad essere nel neonato Impero tedesco; per permettere il collegamento diretto tra la Francia e Basilea si rese necessaria la costruzione di una ferrovia attraverso il Giura (Delle era già allacciata al resto della rete francese tramite la ferrovia Montbéliard-Delle, concessa alla Compagnie des chemins de fer de Paris à Lyon et à la Méditerranée (PLM) e aperta il 29 giugno 1868). La tratta Delémont-Glovelier fu aperta il 15 ottobre 1876, mentre la sezione mancante, tra Glovelier e Porrentruy, fu aperta il 30 marzo 1877.
La linea era concessa alla Compagnie du chemin de fer Porrentruy–Delle (PD), che nel 1876 la cedette alla Compagnie des chemins de fer du Jura bernois (JB), la quale confluì nel 1884 nella Jura-Bern-Luzern Bahn (JBL), a sua volta fusasi nel 1891 nella Compagnia del Giura-Sempione (JS), statalizzata nel 1903 con la nascita delle Ferrovie Federali Svizzere (FFS).
La linea fu elettrificata sabato 13 maggio 1933, dopo due anni di lavori (tra cui il rifacimento in cemento armato del viadotto di Saint-Ursanne, l'ampliamento della sagoma delle gallerie e la costruzione di una sottostazione di alimentazione a Delémont).
Con il ritorno dell'Alsazia e della Lorena alla Francia la ferrovia perse gradualmente di importanza a favore delle linee Strasburgo-Basilea, Neuchâtel-Pontarlier e Losanna-Vallorbe, tanto che nel 1992 la SNCF chiuse al traffico passeggeri (sostituito da autobus) la ferrovia Belfort-Delle. Nel 1993 cessò anche il traffico merci, mentre due anni dopo fu soppresso il traffico passeggeri anche sulla tratta Delle-Boncourt.
In occasione della costruzione della LGV Rhin-Rhône si decise di riattivare il collegamento transfrontaliero tra Boncourt e Delle: la riapertura avvenne nel 2006, mentre dodici anni dopo è stata riaperta ed elettrificata la Belfort-Delle.

## Caratteristiche
La linea, a scartamento normale, è lunga 40,32 km. La linea è elettrificata a corrente alternata monofase con la tensione di 15.000 V alla frequenza di 16,7 Hz; la pendenza massima è del 16 per mille. È interamente a binario unico.

### Percorso
| Continuation backward |

| Unknown route-map component "CONTgq" | Unknown route-map component "ABZg+r" |  |

| Station on track |

| Unknown route-map component "HSTeBHF" |

| Unknown route-map component "HSTeBHF" |

| Unknown route-map component "HSTeBHF" |

|  | Unknown route-map component "BHF-L" | Unknown route-map component "KBHFa-R" |

|  | Unknown route-map component "vSHI2gl-" | Unknown route-map component "dSTR" |

|  | Unknown route-map component "dSTR" | Unknown route-map component "vÜST-STR" |

|  | Unknown route-map component "v-STR" | Unknown route-map component "SPLel" | Unknown route-map component "dCONTfq" |

| Enter and exit tunnel |

| Enter and exit short tunnel |

| Unknown route-map component "STRo" |

| Enter and exit short tunnel |

| Unknown route-map component "BRK3" |

| Unknown route-map component "HSTeBHF" |

| Enter and exit short tunnel |

| Enter and exit tunnel |

| Unknown route-map component "HSTeBHF" |

| Unknown route-map component "SKRZ-Ao" |

| Unknown route-map component "CONTgq" | Unknown route-map component "ABZg+r" |  |

| Station on track |

| Enter and exit short tunnel |

| Stop on track |

| Unknown route-map component "d" | Unknown route-map component "vSHI2gl-" |

| Unknown route-map component "v-BHF-L" | Unknown route-map component "dDST-R" |

|  | Unknown route-map component "ABZgl" + Unknown route-map component "BS2c1" | Unknown route-map component "dSTRq" + Unknown route-map component "dSTRl+4h" | Unknown route-map component "dCONTfq" |

| Stop on track |

| Unknown route-map component "HSTeBHF" |

| Unknown route-map component "HSTeBHF" |

| Unknown route-map component "GRZq" | Unknown route-map component "GRZq+ZOLL" | Unknown route-map component "GRZq" |

| 124,53 |
| 464,57 |

| Station on track |

| Continuation forward |

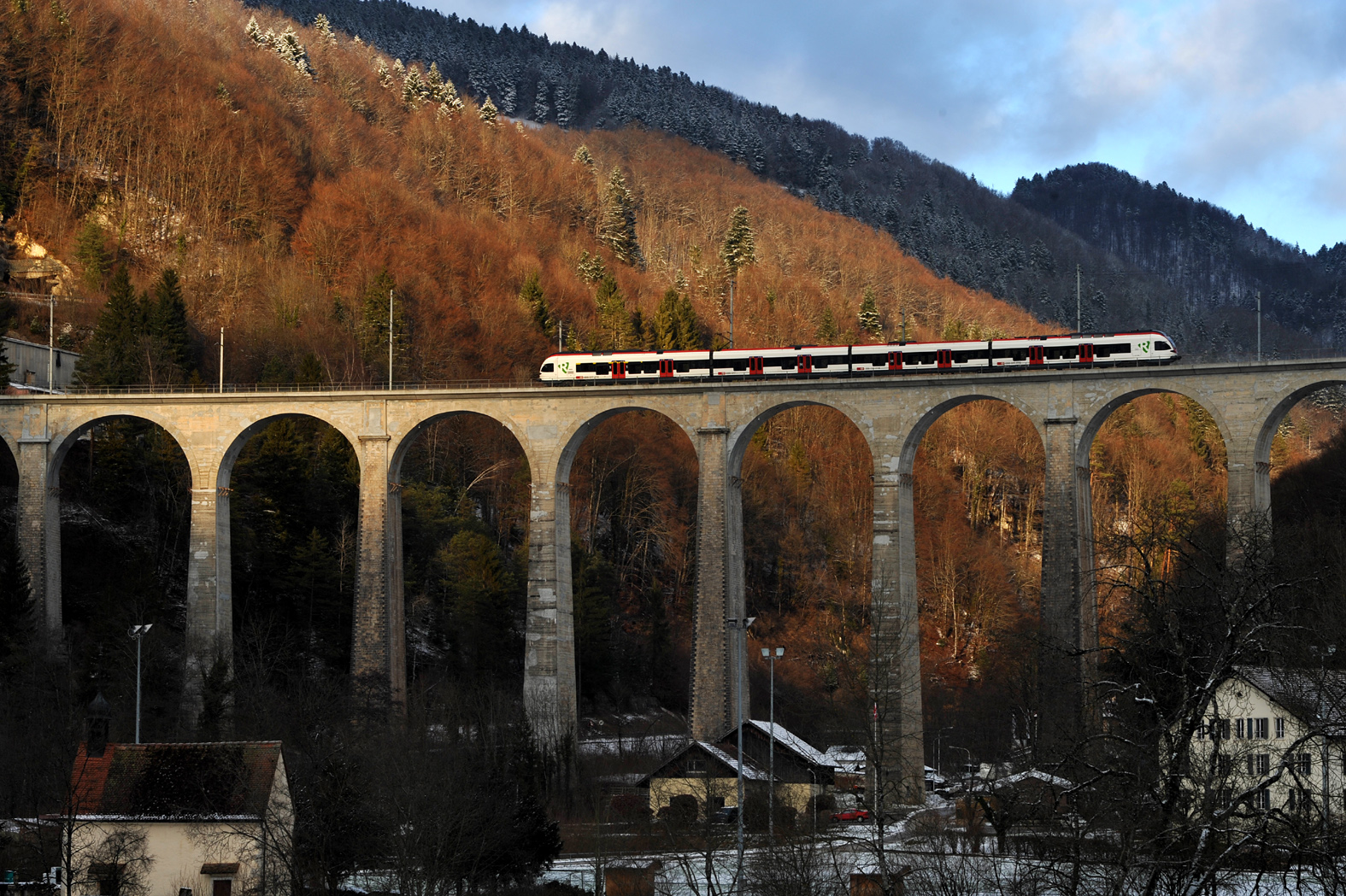
Un convoglio sul viadotto di Saint-Ursanne

La linea parte dalla stazione di Delémont, sulla linea che da Basilea porta a Bienne. Da lì vengono toccate Courtételle, Courfaivre e Bassecourt arrivando a Glovelier, stazione presso la quale fa capolinea la linea delle Chemins de fer du Jura per La Chaux-de-Fonds. Attraversata una galleria lunga oltre 2 chilometri si entra nella valle del fiume Doubs. Attraversando un viadotto si arriva a Saint-Ursanne; un'altra galleria, lunga quasi 3 chilometri, porta a Courgenay.
Attraversata l'autostrada A16 si arriva a Porrentruy, da cui si diparte una ferrovia (operata dalle CJ) per Bonfol. Usciti da Porrentruy la linea segue il corso del fiume Allaine, servendo Courchavon, Courtemaîche (a cui fa capo una linea per la piazza d'armi di Bure), Grandgourt, Buix e Boncourt, prima di attraversare la frontiera franco-svizzera arrivando a Delle.